# Ewald Georg von Kleist
Ewald Jürgen Georg von Kleist, juriste, pasteur (luthérien) et physicien prussien, est né à Vietzow en province de Poméranie (auj. Wicewo en Pologne, Voïvodie de Poméranie occidentale) le 10 juin 1700, et mort à Cöslin (Koszalin, Royaume de Prusse, dans la Pologne actuelle, Voïvodie de Poméranie occidentale) le 11 décembre 1748. Il est membre de l'Académie royale des sciences de Prusse (Königlich-Preußische Akademie der Wissenschaften) à Berlin.

## Biographie
Il appartient à la noble famille de Poméranie de von Kleist, son père était le lieutenant-général Ewald Joachim von Kleist (de) (1657-1715). Il poursuit des études juridiques à l’Université de Leipzig, ainsi qu’à l’Université de Leyde où il rencontre Willem Jacob 's Gravesande, juriste comme lui, mais également physicien. Il s'intéresse alors à l'électricité. De 1722 à 1747, il est doyen du Chapitre de chanoines de la cathédrale de Kammin (royaume de Prusse, actuelle Kamień Pomorski en Pologne), avant de devenir président de la cour royale de justice de Cöslin.

## Œuvre scientifique

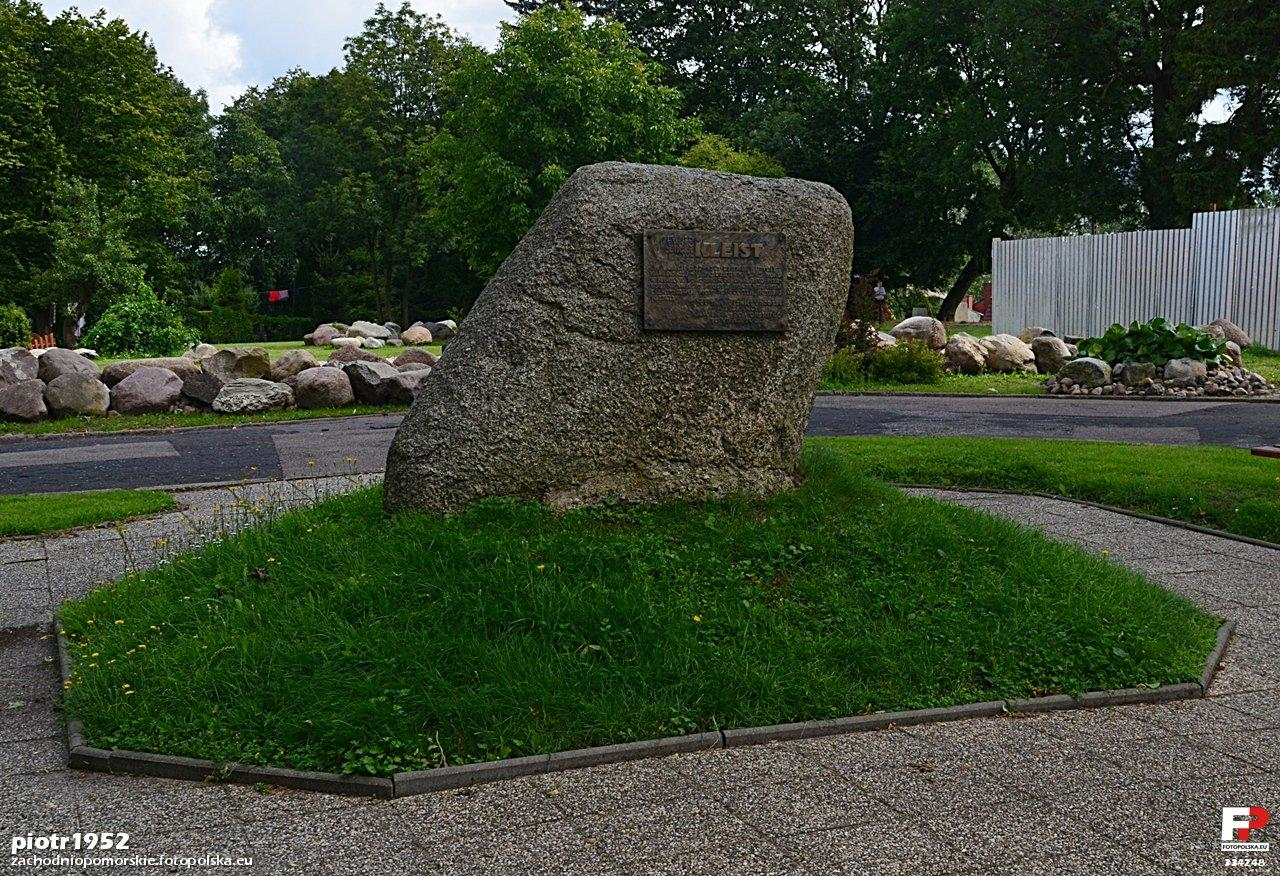
Plaque commémorative pour le 150e anniversaire de sa mort

Le début des années 1740 voit se dérouler en Allemagne beaucoup d'expériences relatives à l'électricité et aux générateurs électrostatiques, entre autres par le professeur Georg Matthias Bose. Stimulé par les expériences de Bose, Kleist fabrique sa propre machine à accumuler l'électricité statique, qu'il expérimente le 11 octobre 1745 , près d'un siècle après le générateur primitif à friction d'Otto von Guericke. C'est ainsi que naquit la "bouteille de Kleistian" (en allemand : Erschütterungsflasche) , le premier dispositif électrique de stockage, ancêtre du condensateur. Le 4 novembre 1745, il écrit, à propos de sa découverte, à Johann Nathanael Lieberkühn à Dantzig, qui a essayé de refaire l'expérience, mais sans succès. L'expérience est publiée en 1746 dans un appendice de l'ouvrage de Johann Gottlob Krüger (de), professeur de médecine à Halle, Geschichte der Erde, mais elle demeure pratiquement ignorée en dehors de l'Allemagne. En avril 1746, Pieter van Musschenbroek, ancien élève de Willem Jacob 's Gravesande, et professeur de l'université de Leyde, assisté d'Andreas Cunaeus, fit indépendamment la même découverte et la fit connaître au monde scientifique. En 1748, cet instrument fut baptisé “Bouteille de Leyde” par l'abbé Jean-Antoine Nollet. Franz Maria Feldhaus consacre à Von Kleist un mémoire de 27 pages dans lequel il le désigne sous le nom de "père de la télégraphie sans fil". Ce mémoire est publié le 10/12/1898 pour le 150e anniversaire de sa mort. Une plaque a été apposée près de sa maison natale. Une seconde plaque commémorative est posée près de la cathédrale de Kamień Pomorski, sur le mur du "Palais Kleist", le 11 octobre 2013, sous l'égide de la Société Européenne de Physique, à l'occasion de l'anniversaire de l'invention de la "Kleistian jar".